# Stackars miljonärer
Stackars miljonärer är en svensk komedifilm från 1936 i regi av Ragnar Arvedson och Tancred Ibsen. 

## Handling
Ingenjören Jan Eriksson vinner en resa till ett fjällhotell. Väl där förväxlas han med en annan person.

## Om filmen
Filmen hade Sverigepremiär den 21 augusti 1936 på Astoria i Stockholm. Den bygger på en tysk roman, Drei Männer im Schnee, av Erich Kästner.

## Rollista i urval
- Adolf Jahr - ingenjör Jan Eriksson
- Ernst Eklund - direktör Georg Delmar
- Tollie Zellman - fru "Olle" Olander
- Nils Wahlbom - Johan, betjänt
- Eleonor de Floer - Eva Delmar
- Anna Olin - fru Eriksson
- Olav Riégo - privatsekreteraren
- Georg Funkquist - direktör Hovén
- Carl-Gunnar Wingård - portiern
- Carl Browallius - Larsson, kontorist
- Peggy Lindberg - hotellstäderska
- Inga-Bodil Vetterlund - gäst på hotellet
- Anna-Lisa Hydén - gäst på hotellet
- John Ericsson - timmerhuggaren
- Nils Hallberg - hotellpojke (ej krediterad)
- Holger Löwenadler - hotellgäst (ej krediterad)